# Heinz Greiner
Pour les articles homonymes, voir Greiner.
Heinrich "Heinz" Greiner[a] (12 août 1895 à Amberg — 19 novembre 1977 à Rottach-Egern) est un Generalleutnant allemand de la Heer (armée de Terre) dans la Wehrmacht pendant la Seconde Guerre mondiale.
Il a été récipiendaire de la croix de chevalier de la croix de fer avec feuilles de chêne. La croix de chevalier de la croix de fer et son grade supérieur, les feuilles de chêne, sont attribués pour récompenser un acte d'une extrême bravoure sur le champ de bataille ou un commandement militaire avec succès.

## Biographie
Heinrich Greiner s'engage dans l'armée bavaroise en tant que porte-drapeau le 3 août 1914. Le 12 juin 1915, il est promu lieutenant (brevet du 15 novembre 1913) dans le 13e régiment d'infanterie (de) (Ingolstadt).

## Promotions
| Fahnenjunker-Unteroffizier | 20 octobre 1914   |
| Fähnrich                   | 15 février 1915   |
| Leutnant                   | 12 juin 1915      |
| Oberleutnant               | 1er octobre 1923  |
| Hauptmann                  | 1er juin 1928     |
| Major                      | 1er mars 1935     |
| Oberstleutnant             | 1er janvier 1938  |
| Oberst                     | 1er novembre 1940 |
| Generalmajor               | 1er mars 1942     |
| Generalleutnant            | 1er janvier 1943  |

## Décorations
- Croix de fer (1914)
  - 2e classe (4 décembre 1914)
  - 1re classe (25 novembre 1918)
- Insigne des blessés (1914)
  - en noir
- Croix d'honneur
- Agrafe de la croix de fer (1939)
  - 2e classe (4 octobre 1939)
  - 1re classe (20 octobre 1939)
- Médaille du Front de l'Est
- Médaille de service de la Wehrmacht 1re classe
- Croix de chevalier de la croix de fer avec feuilles de chêne
  - Croix de chevalier le 22 septembre 1941 en tant que Oberst et commandant du Grenadier Regiment 499[1].
  - 572e feuilles de chêne le 5 septembre 1944 en tant que Generalleutnant et commandant de la 362. Infanterie-Division[2]
- Mentionné dans le bulletin radiophonique Wehrmachtbericht (2 juin 1944)